# Ільця
І́льця (пол. Ilcia) — річка в Україні, в межах Верховинського району Івано-Франківської області. Ліва притока Чорного Черемошу (басейн Пруту).

## Опис
Довжина 17 км, площа басейну 106 км². Річка типово гірська. Похил річки 34 м/км. Долина вузька, переважно V-подібна. Річище слобозвивисте.

## Розташування
Ільця бере початок на південно-західних схилах гори Хорде (1478,7 м). Тече між горами масиву Покутсько-Буковинські Карпати переважно на південний схід (місцями на південь). Впадає до Чорного Черемошу неподалік від центральної частини села Ільці.
Над річкою розташовані села: Волова, Стаїще, Ільці.

## Притоки
- Воловий, Кам'янистий, Жолнерський, Чорний Потік (ліві) ; Кривець, Ходак (праві).